# 卡萨屠斯环形山
卡萨屠斯环形山（Casatus）是月球正面南部极地区一座古老的大撞击坑，约形成于45.5-39.2亿年前的前酒海纪，其名称取自十七世纪意大利耶稣会数学家保罗·卡萨蒂（1617年-1707年），1935年被国际天文学联合会批准接受。

## 描述
该陨坑西北毗邻威尔逊环形山、南面部分覆盖了更大的克拉普罗特环形山、莫雷环形山位于它的东北偏东、东南和东南偏东分别坐落了肖特环形山和牛顿环形山、它的西南偏西则横亘着勒让蒂环形山。该陨坑中心月面坐标为72°42′S 30°45′W / 72.70°S 30.75°W，直径102.85公里，深度2.865公里。
卡萨屠斯环形山坑壁轮廓大致圆形，但由于存续期悠久而被严重侵蚀和磨损。沿西侧切入了卫星坑卡萨屠斯 A，使该侧边缘明显向内凹进，而西南侧壁上则横跨了小卫星坑卡萨屠斯 J。陨坑内侧壁较为宽阔平缓，内外侧坑壁上均遍布了许多小撞击坑。卡萨屠斯环形山的坑壁是月球上最高的坑壁之一，其东南侧一处壁顶高达6800米，所有这些峰顶都集中于南北二侧坑壁上，而与克拉普罗特环形山相连的一侧，高度则明显较低。该陨坑内部容积约有10586.立方千米，坑内底表大体平坦，一些小废墟坑的残壁突出在地表之上；南部坑底上分布有二条可能形成于低角度撞击造成的裂缝；而碗状的小卫星坑卡萨屠斯 C则构成了坑底北部一处醒目的特征，但该陨坑坑底中心处或附近没有中央峰构造。

## 卫星陨石坑
按惯例，最靠近卡萨屠斯环形山的卫星坑将在月图上以字母标注在该坑的中心点旁。

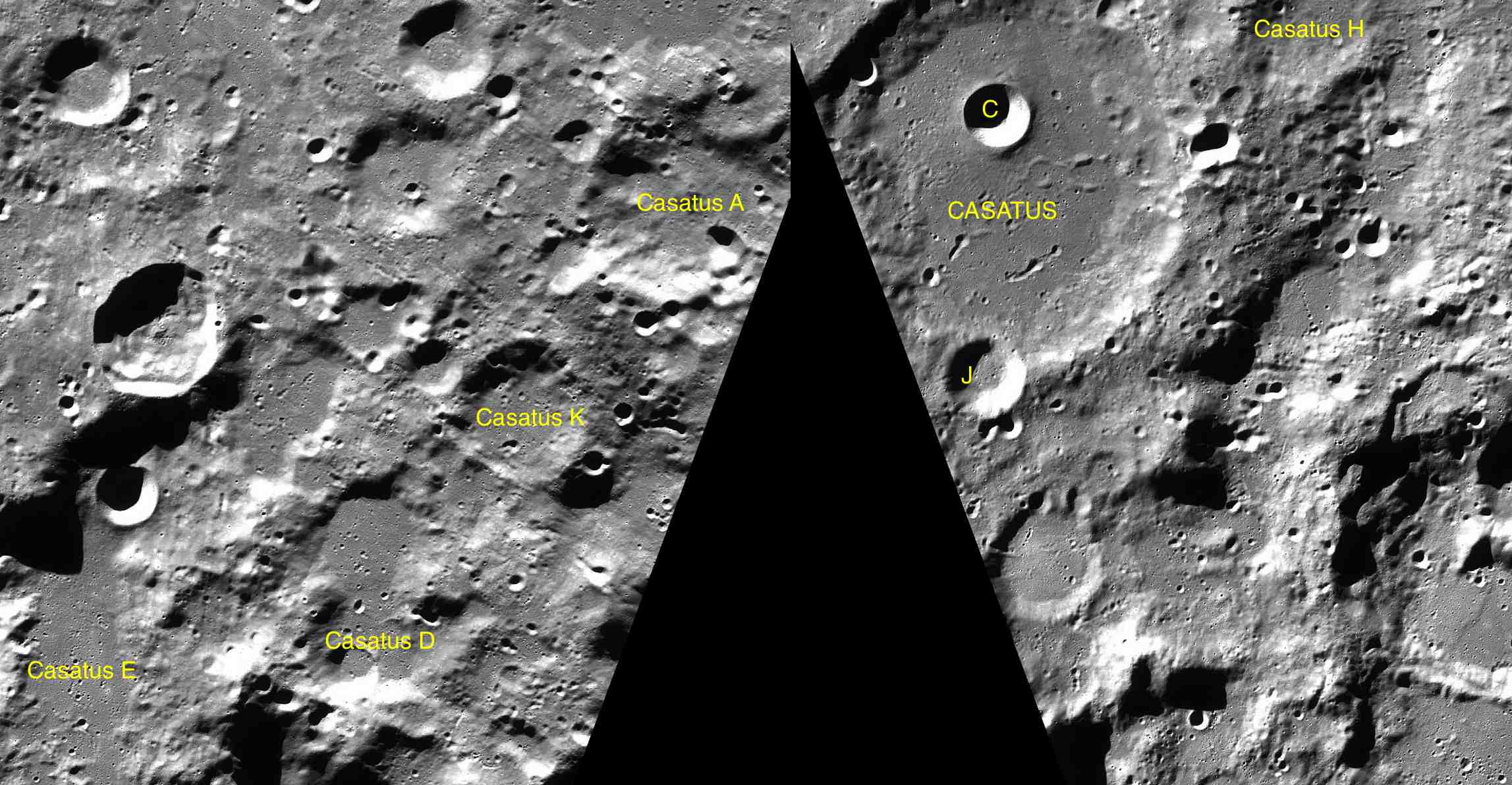
LAC-136与LAC-137拼接图

| 卡萨屠斯 | 纬度     | 经度     | 直径      |
| -------- | -------- | -------- | --------- |
| A        | 72.68° S | 37.63° W | 54.64公里 |
| C        | 72.25° S | 30.29° W | 17.36公里 |
| D        | 76.89° S | 43.30° W | 37.66公里 |
| E        | 77.25° S | 53.97° W | 44.30公里 |
| H        | 72.11° S | 21.40° W | 35.67公里 |
| J        | 74.35° S | 32.94° W | 20.45公里 |
| K        | 74.80° S | 40.70° W | 35.67公里 |

## 另请参阅
- Andersson, L. E.; Whitaker, E. A. . NASA RP-1097. 1982.
- Blue, Jennifer. . USGS. July 25, 2007  [2007-08-05]. （原始内容存档于2012-04-08）.
- Bussey, B.; Spudis, P. . New York: Cambridge University Press. 2004. ISBN 978-0-521-81528-4.
- Cocks, Elijah E.; Cocks, Josiah C. . Tudor Publishers. 1995. ISBN 978-0-936389-27-1.
- McDowell, Jonathan. . Jonathan's Space Report. July 15, 2007  [2007-10-24]. （原始内容存档于2012-05-26）.
- Menzel, D. H.; Minnaert, M.; Levin, B.; Dollfus, A.; Bell, B. . Space Science Reviews. 1971, 12 (2): 136–186. Bibcode:1971SSRv...12..136M. doi:10.1007/BF00171763.
- Moore, Patrick. . Sterling Publishing Co. 2001. ISBN 978-0-304-35469-6.
- Price, Fred W. . Cambridge University Press. 1988. ISBN 978-0-521-33500-3.
- Rükl, Antonín. . Kalmbach Books. 1990. ISBN 978-0-913135-17-4.
- Webb, Rev. T. W.  6th revised. Dover. 1962. ISBN 978-0-486-20917-3.
- Whitaker, Ewen A. . Cambridge University Press. 1999. ISBN 978-0-521-62248-6.
- Wlasuk, Peter T. . Springer. 2000. ISBN 978-1-85233-193-1.